# Nagrada Nadja Maganja
Nagrada Nadja Maganja je nastala v Trstu in so jo prvič podelili leta 2010. Nagrado so v spomin na prof. Nadjo Maganjo Jevnikar (Trst, 9. septembra 1951 – Repentabor, 8. februarja 2006) v želji, da bi krepili smisel za vrednote, ki so odlikovale njeno življenje, ustanovili Skupnost Sv. Egidija za Furlanijo Julijsko krajino, Društvo slovenskih izobražencev, Slovenska zamejska skavtska organizacija in člani njene družine. Od leta 2010 jo vsako leto podeljuje na izredni slovesnosti seji, ki ga sestavljajo predstavniki omenjenih društev, kjer je z zavzetostjo delovala Nadja Maganja. Nagrada je priznanje ženski ali skupini žensk, katerih življenje odlikujejo izkušnja vere in ena izmed vrednot, ki so odlikovale tudi življenje in delo Nadje Maganje: to so strast in ljubezen do raziskovanja (na področjih zgodovine, znanosti in kulture), pisanje kot sredstvo posredovanja osebnih izkušenj, ljubezen do ekumenskega in medverskega dialoga, solidarnost z revnimi in potrebnimi, služba bližnjemu, pedagoška naravnanost, varstvo človekovih pravic in močno prepričanje, da je treba izpričevati etične vrednote brez ozira na javno mnenje in trenutne vodilne ideologije. Zaslužijo si jo torej ženske, ki si prizadevajo za boljši svet.

## Prejemnice nagrade
- 2010 - Metka Klevišar (Ljubljana)[4]
- 2011 - Tamara Čikunova (Uzbekistan)
- 2012 - Laura Famea (Trst)[5]
- 2013 - Angelca Klanšek (Argentina)[6]
- 2014 - Jane Gondwe in DREAM (Malawij)[7][8]
- 2015 - Berta Vremec in Ljuba Smotlak (Trst)[9]
- 2016 - Anna Illy in Duja Kaučič Cramer (Trst)[10]
- 2017 - Berta Golob (Slovenija)[11]
- 2018 - Silvia Marangoni (Rim)[12]
- 2019 - Gabrijela Koncilja in Šolske sestre sv. Frančiška Kristusa Kralja (Trst)[13]
- 2020 - Gaetana Dellantonio (Trst)[14]
- 2021 - Marija Sreš (Slovenija)[15]
- 2022 - Alessandra Coin (Padova)[16]
- 2023 - Jožica Ličen (Slovenija)[17]
- 2025 - Magdalena Wolnik-Mierzwa (Poljska)[18]